# CZW Wired Championship
Le CZW Wired Championship est un championnat de catch de la Combat Zone Wrestling (CZW). Il s'agit d'un des deux championnats secondaires de cette fédération avec le championnat du monde poids-lourds junior. Depuis sa création en décembre 2009, le championnat a été détenu par 13 catcheurs différents pour 20 règnes.

## Historique du championnat
La Combat Zone Wrestling (CZW) organise un tournoi pour désigner le premier champion. Ce tournoi à élimination directe se déroule du 12 septembre au 12 décembre 2009 etoppose les huit catcheurs suivant :
- Drew Gulak
- Ryan Slater
- Tyler Veritas
- LJ Cruz
- Rich Swann
- Joe Gacy
- Alex Colon
- Adam Cole

|  | Quarts de finale                | Quarts de finale                | Quarts de finale                | Quarts de finale                |  |  | Demi-finales                   | Demi-finales                   | Demi-finales                   | Demi-finales                   |  |  | Finale                         | Finale                         | Finale                         | Finale                         |
|  |                                 |                                 |                                 |                                 |  |  |                                |                                |                                |                                |  |  |                                |                                |                                |                                |
|  | Philadelphie, 12 septembre 2009 | Philadelphie, 12 septembre 2009 | Philadelphie, 12 septembre 2009 | Philadelphie, 12 septembre 2009 |  |  | Philadelphie, 14 novembre 2009 | Philadelphie, 14 novembre 2009 | Philadelphie, 14 novembre 2009 | Philadelphie, 14 novembre 2009 |  |  | Philadelphie, 12 décembre 2009 | Philadelphie, 12 décembre 2009 | Philadelphie, 12 décembre 2009 | Philadelphie, 12 décembre 2009 |
|  | Philadelphie, 12 septembre 2009 | Philadelphie, 12 septembre 2009 | Philadelphie, 12 septembre 2009 | Philadelphie, 12 septembre 2009 |  |  | Philadelphie, 14 novembre 2009 | Philadelphie, 14 novembre 2009 | Philadelphie, 14 novembre 2009 | Philadelphie, 14 novembre 2009 |  |  | Philadelphie, 12 décembre 2009 | Philadelphie, 12 décembre 2009 | Philadelphie, 12 décembre 2009 | Philadelphie, 12 décembre 2009 |
|  | Drew Gulak                      |                                 |                                 |                                 |  |  | Philadelphie, 14 novembre 2009 | Philadelphie, 14 novembre 2009 | Philadelphie, 14 novembre 2009 | Philadelphie, 14 novembre 2009 |  |  | Philadelphie, 12 décembre 2009 | Philadelphie, 12 décembre 2009 | Philadelphie, 12 décembre 2009 | Philadelphie, 12 décembre 2009 |
|  |                                 |                                 |                                 |                                 |  |  | Philadelphie, 14 novembre 2009 | Philadelphie, 14 novembre 2009 | Philadelphie, 14 novembre 2009 | Philadelphie, 14 novembre 2009 |  |  | Philadelphie, 12 décembre 2009 | Philadelphie, 12 décembre 2009 | Philadelphie, 12 décembre 2009 | Philadelphie, 12 décembre 2009 |
|  | Ryan Slater                     |                                 |                                 |                                 |  |  | Philadelphie, 14 novembre 2009 | Philadelphie, 14 novembre 2009 | Philadelphie, 14 novembre 2009 | Philadelphie, 14 novembre 2009 |  |  | Philadelphie, 12 décembre 2009 | Philadelphie, 12 décembre 2009 | Philadelphie, 12 décembre 2009 | Philadelphie, 12 décembre 2009 |
|  | Drew Gulak                      |                                 |                                 |                                 |  |  |                                |                                |                                |                                |  |  | Philadelphie, 12 décembre 2009 | Philadelphie, 12 décembre 2009 | Philadelphie, 12 décembre 2009 | Philadelphie, 12 décembre 2009 |
|  | Philadelphie, 12 septembre 2009 |                                 |                                 |                                 |  |  |                                |                                |                                |                                |  |  | Philadelphie, 12 décembre 2009 | Philadelphie, 12 décembre 2009 | Philadelphie, 12 décembre 2009 | Philadelphie, 12 décembre 2009 |
|  |                                 |                                 | Tyler Veritas                   |                                 |  |  |                                |                                |                                |                                |  |  | Philadelphie, 12 décembre 2009 | Philadelphie, 12 décembre 2009 | Philadelphie, 12 décembre 2009 | Philadelphie, 12 décembre 2009 |
|  | LJ Cruz                         |                                 |                                 |                                 |  |  |                                |                                |                                |                                |  |  | Philadelphie, 12 décembre 2009 | Philadelphie, 12 décembre 2009 | Philadelphie, 12 décembre 2009 | Philadelphie, 12 décembre 2009 |
|  |                                 | Philadelphie, 14 novembre 2009  |                                 |                                 |  |  |                                |                                |                                |                                |  |  | Philadelphie, 12 décembre 2009 | Philadelphie, 12 décembre 2009 | Philadelphie, 12 décembre 2009 | Philadelphie, 12 décembre 2009 |
|  | Tyler Veritas                   |                                 |                                 |                                 |  |  |                                |                                |                                |                                |  |  | Philadelphie, 12 décembre 2009 | Philadelphie, 12 décembre 2009 | Philadelphie, 12 décembre 2009 | Philadelphie, 12 décembre 2009 |
|  | Tyler Veritas                   |                                 |                                 |                                 |  |  |                                |                                |                                |                                |  |  |                                |                                |                                |                                |
|  | Philadelphie, 10 octobre 2009   |                                 |                                 |                                 |  |  |                                |                                |                                |                                |  |  |                                |                                |                                |                                |
|  |                                 |                                 | -Adam Cole                      |                                 |  |  |                                |                                |                                |                                |  |  |                                |                                |                                |                                |
|  | Adam Cole                       |                                 |                                 |                                 |  |  |                                |                                |                                |                                |  |  |                                |                                |                                |                                |
|  |                                 |                                 |                                 |                                 |  |  |                                |                                |                                |                                |  |  |                                |                                |                                |                                |
|  | Alex Colon                      |                                 |                                 |                                 |  |  |                                |                                |                                |                                |  |  |                                |                                |                                |                                |
|  | Adam Cole                       |                                 |                                 |                                 |  |  |                                |                                |                                |                                |  |  |                                |                                |                                |                                |
|  | Philadelphie, 10 octobre 2009   |                                 |                                 |                                 |  |  |                                |                                |                                |                                |  |  |                                |                                |                                |                                |
|  |                                 |                                 | Rich Swann                      |                                 |  |  |                                |                                |                                |                                |  |  |                                |                                |                                |                                |
|  | Joe Gacy                        |                                 |                                 |                                 |  |  |                                |                                |                                |                                |  |  |                                |                                |                                |                                |
|  |                                 |                                 |                                 |                                 |  |  |                                |                                |                                |                                |  |  |                                |                                |                                |                                |
|  | Rich Swann                      |                                 |                                 |                                 |  |  |                                |                                |                                |                                |  |  |                                |                                |                                |                                |
|  |                                 |                                 |                                 |                                 |  |  |                                |                                |                                |                                |  |  |                                |                                |                                |                                |
|  |                                 |                                 |                                 |                                 |  |  |                                |                                |                                |                                |  |  |                                |                                |                                |                                |

## Statistiques et liste des champions
| #  | Champion                | Nombre de règne | Date              | Durée                    | Lieu                       | Notes | Réf    |
| -- | ----------------------- | --------------- | ----------------- | ------------------------ | -------------------------- | --- | ------ |
| 1  | Tyler Veritas           | 1               | 12 décembre 2009  | 3 mois et 29 jours       | Philadelphie, Pennsylvanie | Bat Adam Cole en finale d'un tournoi. | [ 3 ]  |
| 2  | Drew Gulak              | 1               | 10 avril 2010     | 1 an, 2 mois et 1 jour   | Philadelphie, Pennsylvanie | Il a le règne le plus long. | [ 5 ]  |
| 3  | AR Fox                  | 1               | 11 juin 2011      | 28 jours                 | Philadelphie, Pennsylvanie | | [ 6 ]  |
| 4  | Jake Crist              | 1               | 9 juillet 2011    | 9 mois et 5 jours        | Philadelphie, Pennsylvanie | | [ 7 ]  |
| 5  | Dave Crist              | 1               | 14 avril 2012     | 4 mois et 25 jours       | Voorhees, New Jersey       | | [ 8 ]  |
| 6  | AR Fox                  | 2               | 8 septembre 2012  | 1 an et 6 jours          | Voorhees, New Jersey       | Le titre de champion du monde poids-lourds junior de la CZW de Fox est en jeu durant ce combat.                                                                            | [ 9 ]  |
| 7  | Alex Colon              | 1               | 14 septembre 2013 | 3 mois et 28 jours       | Voorhees, New Jersey       | Il remporte un match de l'échelle comprenant aussi Shane Strickland et Andrew Everett.                                                                                     | [ 10 ] |
| 8  | Devon Moore             | 1               | 11 janvier 2014   | 1 mois et 25 jours       | Voorhees, New Jersey       | | [ 11 ] |
| 9  | Shane Strickland        | 1               | 8 mars 2014       | 4 mois et 22 jours       | Voorhees, New Jersey       | | [ 12 ] |
| 10 | Joe Gacy                | 1               | 30 juillet 2014   | 14 jours                 | Blackwood, New Jersey      | | [ 13 ] |
| 11 | Shane Strickland        | 2               | 13 août 2016      | 4 mois                   | Blackwood, New Jersey      | | [ 14 ] |
| 12 | Joe Gacy                | 2               | 13 décembre 2014  | 6 mois et 18 jours       | Voorhees, New Jersey       | | [ 15 ] |
| 13 | Frankie Pickard         | 1               | 1er juillet 2015  | 7 jours                  | Blackwood, New Jersey      | | [ 16 ] |
| 14 | Joe Gacy                | 3               | 8 juillet 2015    | 3 jours                  | Blackwood, New Jersey      | | [ 17 ] |
| 15 | Tim Donst               | 1               | 11 juillet 2015   | 2 mois et 29 jours       | Philadelphie, Pennsylvanie | | [ 18 ] |
| 16 | Joey Janela             | 1               | 10 octobre 2015   | 2 mois et 2 jours        | Voorhees, New Jersey       | | [ 19 ] |
| 17 | Lio Rush                | 1               | 12 décembre 2015  | 2 mois et 1 jour         | Voorhees, New Jersey       | | [ 20 ] |
| 18 | Joey Janela             | 2               | 13 février 2016   | 1 mois et 13 jours       | Voorhees, New Jersey       | Dans un match au meilleur des trois tombés. | [ 21 ] |
| 19 | Lio Rush                | 2               | 26 mars 2016      | 5 mois et 15 jours       | Voorhees, New Jersey       | Il remporte un match à quatre comprenant aussi Dave Crist et David Starr.                                                                                                  | [ 22 ] |
| 20 | Joey Janela             | 3               | 10 septembre 2016 | 6 mois et 16 jours       | Voorhees, New Jersey       | Il remporte un match de l'échelle. | [ 23 ] |
| 21 | Johnny Yuma             | 1               | 26 mars 2017      | 1 mois et 17 jours       | Port Huemene, Californie   | Au cours de l'enregistrement d'une émission télévisée de la Championship Wrestling from Hollywood.                                                                         | [ 24 ] |
| 22 | Maxwell Jacob Feinstein | 1               | 13 mai 2017       | 5 mois et 1 jour         | Voorhees, New Jersey       | | [ 25 ] |
| 23 | Joey Janela             | 4               | 14 octobre 2017   | 1 mois et 25 jours       | Sewell, New Jersey         | | [ 26 ] |
| 24 | Maxwell Jacob Friedman  | 2               | 9 décembre 2017   | 4 mois et 5 jours        | Sewell, New Jersey         | | [ 27 ] |
| -  | Vacant                  | 1               | 14 avril 2018     | 28 jours                 | Voorhees, New Jersey       | DJ Hyde (en), le propriétaire de la CZW lui retire le titre après que Fiedman l'attaque alors qu'il félicite David Starr qui est le vainqueur du tournoi Best of the Best. | [ 28 ] |
| 25 | Zachary Wentz           | 1               | 12 mai 2018       | 3 mois et 26 jours       | Voorhees, New Jersey       | Il bat Alex Reynolds, John Silver et Wheeler YUTA. | [ 29 ] |
| 26 | Ace Austin              | 1               | 7 septembre 2018  | 1 jour                   | Dayton, Ohio               | Il remporte un match à trois comprenant aussi Alex Colon. Dans le même temps, il devient champion Alto Impacto de la Desastre Total Ultraviolento.                         | [ 30 ] |
| 27 | Blackwater              | 1               | 8 septembre 2018  | 1 mois et 5 jours        | Voorhees, New Jersey       | Il remporte un match à quatre comprenant aussi Jordan Oliver et KC Navarro.                                                                                                |        |
| 28 | Jordan Oliver           | 1               | 13 octobre 2018   | 1 an, 2 mois et 1 jour   | Voorhees, New Jersey       | |        |
| 29 | AR Fox                  | 3               | 14 décembre 2019  | 1 mois et 25 jours       | Voorhees, New Jersey       | |        |
| 30 | KC Navarro              | 1               | 8 février 2020    | 5 ans, 1 mois et 6 jours | Voorhees, New Jersey       | |        |

| #  | Nom                     | Nombre de règne | Durée       |
| -- | ----------------------- | --------------- | ----------- |
| 1  | Drew Gulak              | 1               | 421         |
| 2  | Joey Janela             | 3               | 406         |
| 3  | AR Fox                  | 2               | 399         |
| 4  | Jake Crist              | 1               | 280         |
| 4  | Maxwell Jacob Feinstein | 1               | 280         |
| 5  | Shane Strickland        | 2               | 258         |
| 6  | Lio Rush                | 2               | 231         |
| 7  | Joe Gacy                | 3               | 217         |
| 9  | Dave Crist              | 1               | 147         |
| 10 | Zachary Wentz           | 1               | 2 498 jours |
| 11 | Tyler Veritas           | 1               | 119         |
| 11 | Alex Colon              | 1               | 119         |
| 13 | Tim Donst               | 1               | 91          |
| 14 | Devon Moore             | 1               | 56          |
| 15 | Johnny Yuma             | 1               | 48          |
| 16 | Frankie Pickard         | 1               | 7           |

| Record                 | Détenteur          | Donnée                    | Réf    |
| ---------------------- | ------------------ | ------------------------- | ------ |
| Règne le plus long     | Drew Gulak         | 1 an, 2 mois et 1 jour    |        |
| Règne le plus court    | Joe Gacy           | 3 jours                   |        |
| Champion le plus jeune | Lio Rush           | 21 ans, 1 mois et 1 jour  | [ 31 ] |
| Champion le plus âgé   | Dave Crist         | 29 ans, 5 mois et 4 jours | [ 32 ] |
| Champion le plus léger | Lio Rush           | 161 lb (73 kg)            | [ 33 ] |
| Champion le plus lourd | Joe Gacy           | 249 lb (113 kg)           | [ 34 ] |
| Champion le plus grand | AR Fox et Joe Gacy | 6′ 0″ (1,83 m)            | ,      |
| Champion le plus petit | Lio Rush           | 5′ 6″ (1,68 m)            | [ 33 ] |